# 臺灣原住民自治運動
臺灣原住民自治運動是指自1987年在台灣原住民族權利促進會發起的《台灣原住民族權利宣言》後，要求中華民國政府應該賦予臺灣原住民自治權的一系列臺灣原住民運動。目前，台灣原住民族自治問題已經提到檯面。根據第三代人權觀念的潮流，「自決權」應該是各地原住民族的「既有權」（inherent rights）。內涵包括參政權、文化權、財政權、補償權等等。聯合國現已有「原住民族權利宣言」草案送交大會，第三十一條規定「原住民以他們行使自決權的特定形式，有權針對其內部及當地事務進行自治或自組政府，包括文化、宗教、教育、資訊、媒體、健康、住宅、就業、社會福利、經濟活動、土地及資源管理、環境以及非原住民的出入等各項議題，以及這些自治功能的途徑與做法。」
部分原住民人士取法國際法中的民族自決理念，要求各原住民族成立民族自治政府，擁有獨立財政與教育文化權利，各族與中華民國之間則定位為「國與國的關係」。政府與主要政黨方面，1999年，陳水扁競選總統時曾與各族原住民代表發表《原住民族與台灣新政府新的夥伴關係條約》，使得原住民族自治於2000年以後成為民主進步黨政府選舉時的主要訴求。立法院則於2005年1月通過《原住民族基本法》，確認原住民自治權，推動原住民自治區的設置。其中，第四條明定：「政府應依原住民族意願，保障原住民族之平等地位及自主發展，實行原住民族自治；其相關事項，另以法律定之。」2014年，因應《地方制度法》修法，由山地鄉改制的直轄市山地原住民區將重新獲得地方自治團體身分。

## 外部連結
- （繁體中文） 原住民自治運動 （页面存档备份，存于）